# Ordonnance d'Alsnö
 (janvier 2018).
Si vous disposez d'ouvrages ou d'articles de référence ou si vous connaissez des sites web de qualité traitant du thème abordé ici, merci de compléter l'article en donnant les références utiles à sa vérifiabilité et en les liant à la section « Notes et références ».

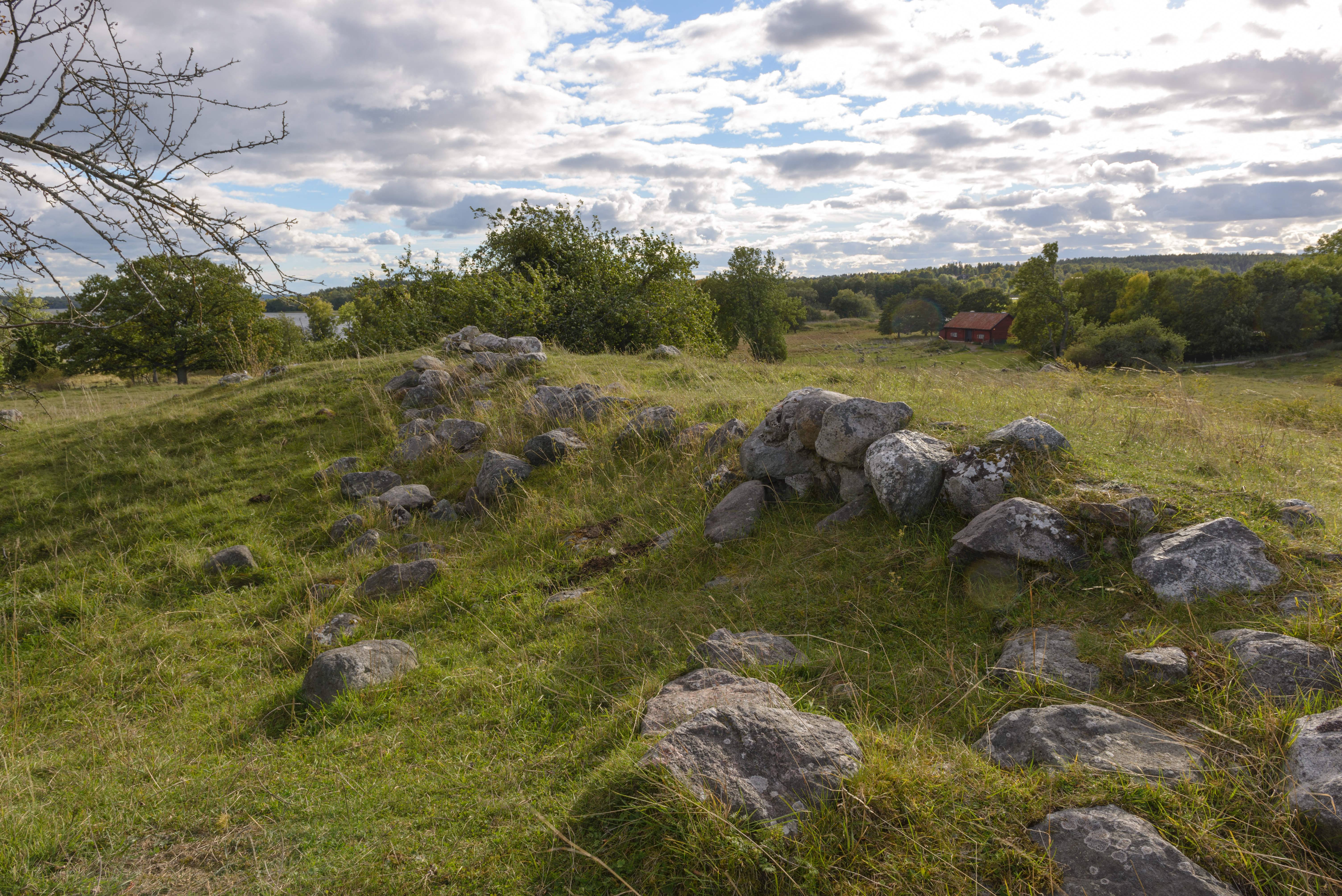
Ruines de la maison Alsnö, où le document a été promulgué

L'ordonnance d'Alsnö ou statut d'Alsnö (en suédois Alsnö stadga) est une ordonnance du roi Magnus III de Suède probablement rédigée dans le palais Alsnö hus en 1280 qui entre autres exempte de taxes les nobles qui fournissent des chevaliers au service de la couronne. Ce texte est parfois considéré comme l'acte de création d'une nouvelle noblesse suédoise (Frälse), bien qu'il soit maintenant interprété plutôt comme une confirmation et un élargissement de statuts préexistants. Le document initial a été perdu, mais il existe plusieurs copies.